# Palacio Madama
El Palacio Madama (Palazzo Madama e Casaforte degli Acaja) es un complejo arquitectónico e histórico situado en la céntrica plaza del Castillo (Piazza Castello) en Turín (Piamonte), en el norte de Italia. Es una de las «Residencias de la casa real de Saboya» declaradas Patrimonio de la Humanidad por la Unesco.

## Historia

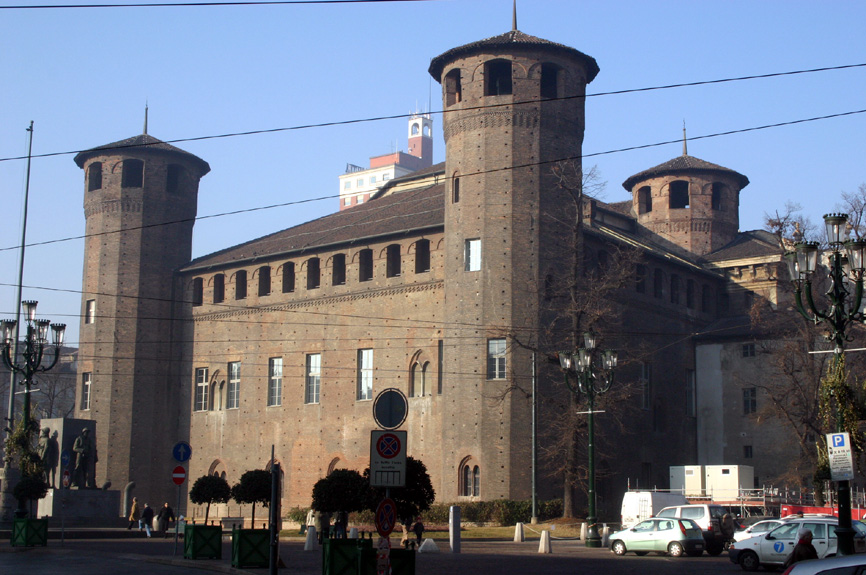
Parte posterior, que aún muestra el aspecto de un castillo del.

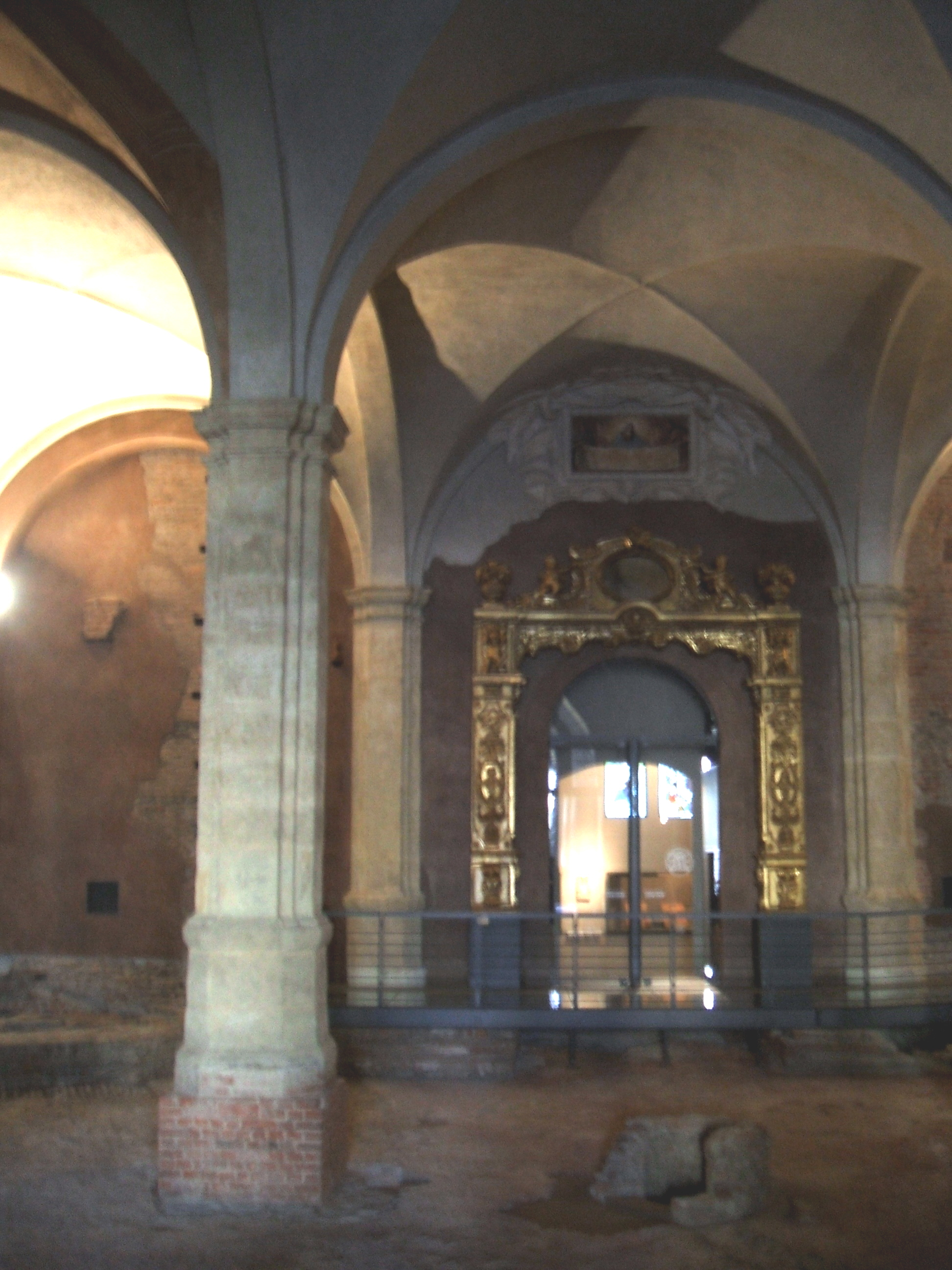
Apoyos de piedra sobre pases de ladrillo destacan del estrato romano excavado.

A comienzos del siglo I a. C., el lugar de este palacio estaba ocupado por una puerta en los muros romanos de la que partía el decumanus maximus de Augusta Taurinorum (el antiguo nombre de Turín). Dos de las torres, aunque restauradas, aún testifican este núcleo original. Después de la caída del Imperio Romano de Occidente, la puerta se usó como baluarte fortificado en las defensas de la ciudad.
Más tarde el edificio se convirtió en posesión de los Saboya-Acaya, una rama secundaria de la Casa de Saboya; a principios del siglo XIV, lo ampliaron para hacer de él un castillo. Un siglo más tarde, Ludovico de Acaya lo reconstruyó en forma cuadrangular, con un patio interior y un pórtico, y cuatro torres cilíndricas, una en cada esquina. La forma de este edificio aún se reconoce claramente en la parte posterior del palacio. Después de la extinción de los Acayas, el edificio se convirtió en residencia para invitados de los Saboya.
En 1637 la regente del duque Carlos Manuel II, Cristina de Francia, lo eligió como residencia personal. Encargó que se cubriera el patio y una renovación de los apartamentos interiores. Sesenta años más tarde, otra regente, María Juana Bautista de Saboya-Nemours, vivió en el palacio, y de ella obtuvo el apodo definitivo de Madama (palabra italiana para Madame). Ella le pidió al arquitecto Felipe Juvara que diseñara un nuevo palacio barroco en piedra blanca, pero las obras cesaron en 1721 después de que se acabara sólo la sección frontal.

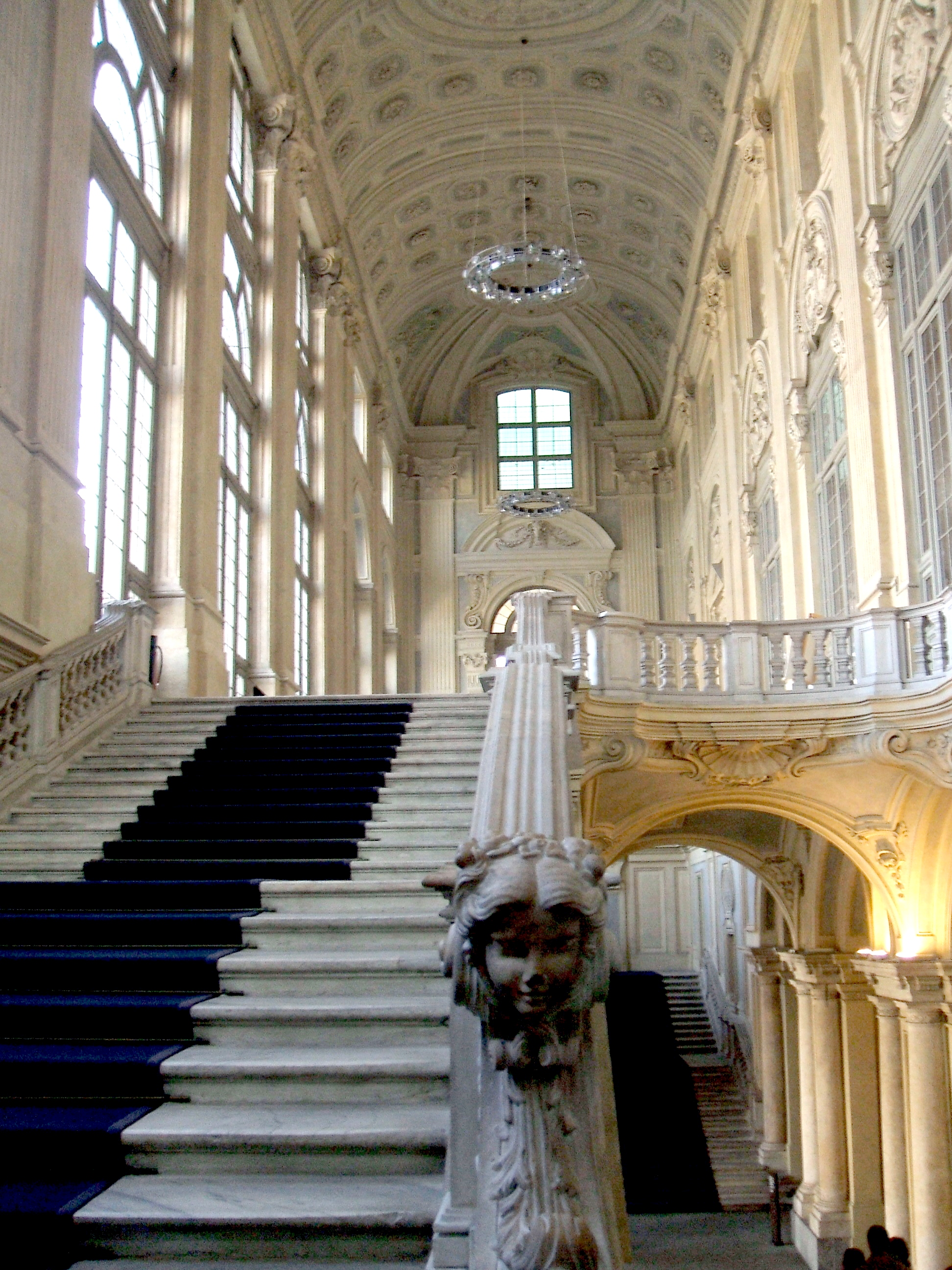
La imponente escalinata proyectada por Felipe Juvara.

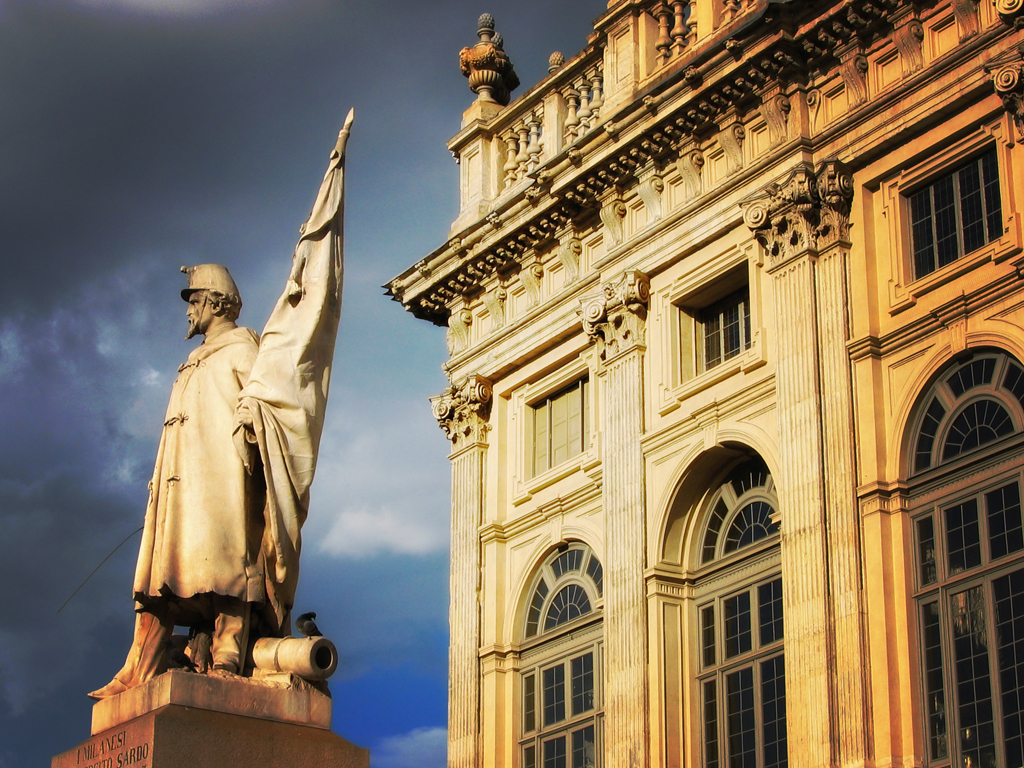
Monumento de desafío a las tropas sardas erigido por los exiliados milaneses durante la visita triunfal a Milán del emperador austriaco Francisco José (15 de enero de 1857) ante el Palacio Madama.

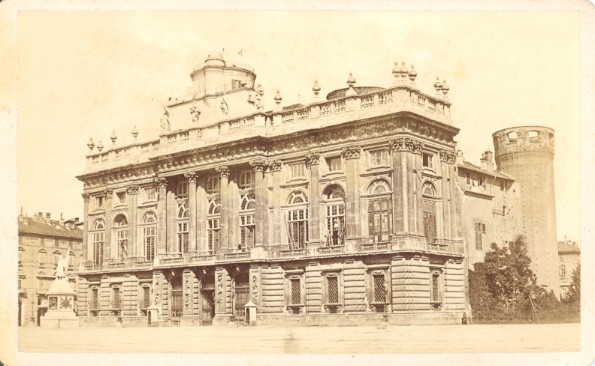
Foto de 1865 que muestra, sobre el techo, el pequeño observatorio de los Saboya.

Más tarde se dieron varios usos al palacio, y albergó los cuarteles del gobierno provisional francés durante las guerras napoleónicas.
La restauración de los Saboya, en Turín y el Piamonte, dio nueva vida al palacio: fue sede del Mando Militar, y luego se convirtió en observatorio astronómico en el año 1822, y durante gran parte del siglo pudo observarse, sobre la techumbre del edificio, una curiosa cupulilla para las observaciones científicas: posteriormente fue trasladada a la colina.
Carlos Alberto reconsideró el edificio, haciéndolo sede de la Pinacoteca Regia, la galería de arte real, y posteriormente del Senado Subalpino (el Parlamento del Reino de Cerdeña) y luego de la Corte de Casación: el Senado fue inaugurado el 8 de mayo de 1848, mientras el rey estaba en guerra contra Austria; la última sesión se celebró el 9 de diciembre de 1864. El local del Senado, aún íntegro hasta el año 1927, fue luego demolido durante unas obras internas en el edificio.
Hacia finales del siglo XIX se inicia el interés por la historia del palacio, excavándose los cimientos del edificio y encontrando restos de la arquitectura de construcciones y versiones precedentes.
La sección construida por Juvara da a la Plaza Castello, y constituye actualmente una fachada escenográfica, de un solo hueco de profundidad, ocultando la parte posterior del edificio, que permaneció inalterado. Juvara expresó en este exterior lo que pretendía que fuera un magnífico preámbulo arquitectónico a un edificio que nunca se construyó, con una planta noble de altos techos y ventanas bajo arcos, que está unido a un mezzanine sobre él por un orden colosal de pilastras de orden compuesto. Cada pilastra destaca sobre una planta de mampostería rústica en la planta baja del palacio. Los tres huecos centrales están subrayados por un relieve más marcado ofrecido por las columnas unidas a la fachada, que se reproduce al interior para permitir un amplio espacio central interior de cristal, como una logia vidriosa.
Su prominencia queda enfatizada por los altos pedestales sobre los que se erigen, tallados con trofeos de armas en relieve. En los tres huecos de los lados, cada espacio central está ligeramente roto hacia delante, dando a su ventana un relieve más profundo y sombreado dentro de la profundidad del muro; sus dos enormes pilastras exteriores solapan el orden principal como si éste continuase detrás de ellas. A ambos lados, los huecos de las ventanas están colocados juntos dentro de un panel ligeramente retranqueado, de tal manera que hay tres planos en la fachada. Una balaustrada decorada con jarrones y estatuas en mármol blanco remata la fachada.
El castillo ha visto, en el curso del siglo XX, desarrollarse numerosas restauraciones y renovaciones, que se acabaron a finales de 2006, restituyendo a la ciudad un importante documento de los dos mil años de su historia.

## Museo Municipal de Arte Antiguo
Desde 1934, el Palacio Madama ha albergado el Museo Municipal de Arte Antiguo (Museo Civico d'Arte Antica) de la ciudad de Turín. Fue reabierto al público en el año 2006 después de tareas de renovación de la estructura iniciadas en el año 1988 a cargo del municipio y de la fundación Torino Musei, en colaboración con la fundación CRT (Cassa di Risparmio di Torino).
Articulado en 35 salas, el museo se desarrolla sobre cuatro plantas (unidas entre ellas con un ascensor) además de un punto panorámico situado en una de las torres del castillo de los Acaja. En la planta subterránea se encuentra el lapidario medieval; la planta baja se dedica al arte del período gótico y renacentista; la primera planta (o planta noble) alberga obras del periodo barroco; la segunda planta se dedica al arte decorativo.
Las colecciones custodiadas en su interior comprenden unas 70 000 obras, de las que están expuestas 2.500, de épocas diversas que van desde la Edad Media al Barroco (siglos XVII y XVIII). Hay obras pictóricas y escultóricas, códices miniados, cerámica, porcelana y mayólicas, así como marfiles (especialmente de procedencia oriental), joyas de oro y plata, además de mobiliario y telas.
En la torre del siglo XV denominada Torre de los Tesoros están expuestas algunas de las obras más representativas del museo: el Retrato de un hombre desconocido de Antonello da Messina, el códice de las Très belles Heuvres de Notre Dame de Juan de Berry miniado por Jan Van Eyck, además de una serie de objetos artísticos provenientes del «gabinete de maravillas» de Carlos Manuel I de Saboya.
El museo tiene una colección diversa de artefactos de Gandhara, que provienen de las excavaciones italianas en el Butkara Stupa en Pakistán. En el invierno de 2007, se inauguró una exposición titulada «Sobre las huellas de Alejandro, desde Seleucia hasta Gandhara».